# Project Gotham Racing Mobile
Project Gotham Racing Mobile es un videojuego de carreras desarrollado y publicado por Glu Mobile para Java y Windows Mobile. Fue lanzado el 14 de febrero de 2007. Es parte de la serie PGR.

## Jugabilidad
El juego contiene ocho autos con licencia y tres ciudades (Londres, París y San Francisco) con tres recorridos para cada ubicación. Los modos de juego disponibles son una carrera en solitario y un modo contrarreloj. La carrera en solitario consta de varios campeonatos con múltiples eventos. Al completarlos, se puede desbloquear un próximo campeonato. Hay carreras callejeras regulares contra otros autos, pero también desafíos de derrape.
Los ocho autos tienen diferentes estadísticas basadas en aceleración, derrape, agarre y velocidad máxima. Al ganar carreras, se puede ganar una moneda para comprar autos nuevos. Las carreras tienen un objetivo específico y una recompensa en efectivo. Para cada carrera se pueden elegir cinco niveles de dificultad, que van desde novatos hasta expertos. En las carreras de contrarreloj, el juego realiza un seguimiento de los tiempos más rápidos junto con los autos fantasma. Junto a los controles de conducción normales, hay dos botones separados para realizar giros con el freno de mano y girar a la izquierda o a la derecha en las esquinas. Realizar derrapes exitosos se recompensa con 'felicitaciones', al igual que en los juegos de consola principales. Algunas carreras tienen salidas continuas.
La versión Java está disponible en versión 2D y 3D. Los propietarios de la versión 2D en Norteamérica podrían obtener un código a través del juego para desbloquear un adelanto de Project Gotham Racing 4.

## Coches
- Aston Martin Vanquish (2004)
- Cadillac Sixteen (2003)
- Chevrolet Corvette (2006)
- Ford GT (2005)
- Honda NSX (2006)
- Lamborghini Gallardo (2004)
- Mercedes-Benz C-Klasse DTM (2006)
- Toyota GT-One (1998)

## Pistas
- El Cairo
  - El Cairo (Java, 2D)
- Londres
  - Buckingham Palace
  - ST. Paul's
  - Tower Bridge
- París
  - Arc de Triomphe
  - Eiffel Tower
  - Moulin Rouge
- San Francisco
  - Chinatown
  - Downtown
  - Golden Gate
- Shanghái
  - Shanghai (Java, 2D)